# Avantika Vandanapu
Avantika Vandanapu (Union City, 25 gennaio 2005) è un'attrice statunitense.

## Biografia
Nata in California da una famiglia indiana originaria di Hyderabad, ha iniziato la sua carriera nel cinema telugu, ma ha deciso di abbandonarla a causa della mancanza di varietà nei ruoli offerti. Ha esordito come attrice bambina in Brahmotsavam, per poi recitare in film come Manamantha e Premam. Nel 2021 ha ottenuto il ruolo principale nel film originale della Disney Channel, Spin. Tre anni dopo, ha interpretato Karen Shetty nell'adattamento cinematografico del musical Mean Girls (a sua volta ispirato al omonimo film del 2004).

## Filmografia

### Cinema
- Cheerleader per sempre (Senior Year), regia di Alex Hardcastle (2022)
- Mean Girls, regia di Arturo Perez Jr e Samantha Jayne (2024)
- La profezia del male (Tarot), regia di Spenser Cohen e Anna Halberg (2024)

### Televisione
- Elena, diventerò presidente (Diary of a Future President) – serie TV (2020)
- Spin – film TV, regia di Manjari Makljany (2021)
- The Sex Lives of College Girls – serie TV (2022)